# Rhynchoseptoria caballeroana
Rhynchoseptoria caballeroana är en svampart som beskrevs av Unamuno 1940. Rhynchoseptoria caballeroana ingår i släktet Rhynchoseptoria, divisionen sporsäcksvampar och riket svampar.   Inga underarter finns listade i Catalogue of Life.